# Liste des ambassadeurs de France aux Tuvalu
La représentation diplomatique de la République française aux Tuvalu est située à l'ambassade de France à Suva, capitale des Îles Fidji, et son ambassadeur est, depuis 2022, François-Xavier Léger.

## Représentation diplomatique de la France
Après l'indépendance du Royaume-Uni le 1er octobre 1978, la représentation diplomatique de la France fut basée à Wellington. Depuis 1981, l'ambassadeur accrédité aux Tuvalu est en résidence à Suva, capitale de l'État voisin des Fidji.

## Ambassadeurs de France aux Tuvalu
| De   | À    | Ambassadeur               | Résidence  |
| ---- | ---- | ------------------------- | ---------- |
| 1979 | 1981 | Jean Gueury               | Wellington |
| 1981 | 1984 | Robert Puissant           | Suva       |
| 1984 | 1990 | Daniel Dupont             | Suva       |
| 1990 | 1993 | Henry Jacolin             | Suva       |
| 1993 | 1997 | Jacques Costilhes         | Suva       |
| 1997 | 2000 | Michel Jolivet            | Suva       |
| 2000 | 2004 | Jean-Pierre Vidon         | Suva       |
| 2004 | 2007 | Eugène Berg               | Suva       |
| 2007 | 2009 | Jean-François Bouffandeau | Suva       |
| 2009 | 2012 | Michel Monnier            | Suva       |
| 2012 | 2015 | Gilles Montagnier         | Suva       |
| 2015 | 2018 | Michel Djokovic           | Suva       |
| 2018 | 2022 | Sujiro Seam               | Suva       |
| 2022 | auj. | François-Xavier Léger     | Suva       |

## Consulats
La France est représentée à Funafuti, atoll constituant la capitale des Tuvalu, par un consul honoraire : Marica Seluka-Eluti.